# Pacific Railroad Survey Reports
Reports of explorations and surveys : to ascertain the most practicable and economical route for a railroad from the Mississippi River to the Pacific Ocean, made under the direction of the Secretary of War, (también conocido como Pacific Railroad Survey Reports y abreviado Pacif. Railr. Rep.) fue una revista ilustrada con descripciones botánicas que fue editada en Estados Unidos desde el año 1855 hasta 1861.